# Abbazia di Perseigne
L'abbazia di Perseigne era un'abbazia dell'Ordine cistercense situata a Neufchâtel-en-Saosnois, in Francia.

## Storia
Nel 1130 Guillaume Talvas, conte d'Alençon, pregò Stefano Harding, fondatore dell'abbazia di Cîteaux, di inviargli alcuni monaci a fondare un'abbazia sulle sue terre, donando vasti terreni e concedendo benefici per il sostentamento della comunità monastica. La consacrazione della chiesa avvenne il 9 ottobre 1145.
Nel XIV secolo Jean III d'Harcourt, volendo sottomettere a sé l'abbazia e i vassalli da questa dipendenti, ne invase e devastò le terre; fu condannato dal conte di Maine a risarcire i danni.
Durante la guerra dei cent'anni l'abbazia venne incendiata e saccheggiata più volte e i religiosi dovettero trovare rifugio sino al 1357 ad Alençon e Saint-Rémy-du-Val, finché nel 1425 il duca di Bedford, reggente della Corona inglese, ne confermò i diritti.
L'abbazia divenne commendataria nella seconda metà del XVI secolo; considerata più che altro una fonte di reddito, come per molte altre ne iniziò il declino, sino alla riforma del 1677, quando abbracciò la riforma trappista, e vennero incorporati a Perseigne alcuni religiosi provenienti dall'abbazia di Prières.
Durante la Rivoluzione francese Perseigne subì il destino di numerose abbazie: nel 1790 con la Costituzione civile del clero furono soppressi gli ordini religiosi, e l'abbazia, invasa da popolani infuriati, venne saccheggiata e distrutta, i terreni incorporati dal demanio e venduti a privati.
Al momento della soppressione contava appena otto monaci.
Quel che ne resta, oggi di proprietà privata, è dal 1932 classificato monument historique.

## Persone legate all'abbazia
Tra i primi abati dell'abbazia figura Adamo di Perseigne, che predicò la quarta crociata.
Poco dopo l'istituzione della commenda, Carlo di Borbone-Vendôme, figlio di Carlo IV di Borbone e fratello del re di Navarra Antonio, fu abate di Perseigne (oltre che di molte altre abbazie, tra cui quella di Saint-Germain-des-Prés).
Sul finire del XVI secolo si ricorda l'abate-soldato Henri de Saint-Denis, barone di Hertré, capitano agli ordini del re di Navarra, per cui l'abbazia fu solo una fonte di reddito.
Armand Jean Le Bouthillier de Rancé, autore della riforma trappista dell'ordine cistercense, entro come novizio a Perseigne nel 1663 e vi fece la sua professione monastica l'anno seguente.